# Håkon Brusveen
Håkon Brusveen (15. července 1927, Vingrom – 21. dubna 2021, Lillehammer) byl norský běžec na lyžích.
Jako dítě trpěl chronickou astmatickou bronchitidou a začal lyžovat proto, aby zlepšil svůj stav. Vyhrál olympijský závod na patnáct kilometrů na hrách ve Squaw Valley roku 1960 a navíc se na stejných hrách podílel na norském štafetovém stříbře. Jeho nejlepším individuálním výsledkem na mistrovství světa bylo páté místo na patnáctikilometrové trati na šampionátu roku 1958. Do národního týmu pro hry ve Squaw Valley byl vybrán na osobní doporučení norského krále Olafa V. Po olympijských hrách v roce 1960 přesedlal na biatlon, ale nepodařilo se mu kvalifikovat na olympijské hry v roce 1964, po čemž ukončil závodní kariéru.
Od 60. let byl populárním rozhlasovým komentátorem a od roku 1963 působil jako spolukomentátor-expert v norské veřejnoprávní televizi NRK. Patřil k průkopníkům této pozice ve sportovních televizních přenosech. Vykonával tuto činnost 35 let, naposledy moderoval v roce 1997. Obvykle stál u trati a hlásil televizním divákům svůj dojem z projíždějících závodníků - jakou mají techniku, rychlost, zda vypadají svěže apod.